# Sychesia basipennis
Sychesia basipennis là một loài bướm đêm thuộc phân họ Arctiinae, họ Erebidae.